# Spellbound (Paula-Abdul-Album)
Spellbound ist das zweite Studioalbum der US-amerikanischen Sängerin Paula Abdul aus dem Jahr 1991.

## Entstehung und Veröffentlichung
Die Erstveröffentlichung von Spellbound erfolgte am 13. Mai 1991 bei den Labels Captive und Virgin Records. Das Album erschien in seiner Originalausführung als CD mit zwölf Titeln (Katalognummer: CDVUS 33 261 470). Für die Produktion und den Schreibprozess wurden verschiedene Komponisten, Liedtexter und Musikproduzenten engagiert. Paula Abdul selbst schrieb an vier Liedern mit.

## Titelliste
1. The Promise of a New Day (Peter Lord; V. Jeffrey Smith; Sandra St. Victor; Paula Abdul) – 4:32
2. Rock House (Paula Abdul; Peter Lord; Sandra St. Victor; V. Jeffrey Smith) – 4:11
3. Rush Rush (Peter Lord) – 4:52
4. Spellbound (Paula Abdul; Peter Lord; Sandra St. Victor; V. Jeffrey Smith) – 4:48
5. Vibeology (Peter Lord; Sandra St. Victor; V. Jeffrey Smith) – 5:16
6. Will You Marry Me? (Paula Abdul; Peter Lord; Sandra St. Victor; V. Jeffrey Smith) – 4:24
7. U (Prince) – 4:05
8. My Foolish Heart (Peter Lord; V. Jeffrey Smith) – 4:10
9. Blowing Kisses in the Wind (Peter Lord) – 4:41
10. To You (Colin England; Jorge Corante) – 3:31
11. Alright Tonight (John Hiatt) – 4:28
12. Good Night, My Love (Pleasant Dreams) (George Motora; John Marascalco) – 3:14

## Mitwirkende
- Gesang und Synclavier: Paula Abdul
- Begleitgesang: Sweet Pea Atkinson, Sir Harry Bowens, Sally Dworsky, Colin England, The Family Stand, Peter Lord, Arnold McCuller, Sandra St. Victor
- Gitarre: Mike Campbell, Mark Goldenberg, Randy Jacobs, Clifford Moonie Pusey, V. Jeffrey Smith
- Keyboard: Jorge Corante, Tom Hammer, Peter Lord, Ivan Neville, V. Jeffrey Smith
- Orgel: Jamie Muhoberac
- Bass: Tim Drummond
- Schlagzeug: Curt Bisquera, Rocky Bryant
- Perkussion: Paulinho da Costa
- Trompete: Greg Adams
- Tenorsaxophon: Steve Grove
- Baritonsaxophon: Stephen Kupka
- Mundharmonika: Stevie Wonder
- Violine: Stuart Canin

## Singles
| Jahr | Titel                      | Höchstplatzierung, Gesamtwochen, AuszeichnungChartplatzierungen (Jahr, Titel, , Platzierungen, Wochen, Auszeichnungen, Anmerkungen) | Höchstplatzierung, Gesamtwochen, AuszeichnungChartplatzierungen (Jahr, Titel, , Platzierungen, Wochen, Auszeichnungen, Anmerkungen) | Höchstplatzierung, Gesamtwochen, AuszeichnungChartplatzierungen (Jahr, Titel, , Platzierungen, Wochen, Auszeichnungen, Anmerkungen) | Höchstplatzierung, Gesamtwochen, AuszeichnungChartplatzierungen (Jahr, Titel, , Platzierungen, Wochen, Auszeichnungen, Anmerkungen) | Höchstplatzierung, Gesamtwochen, AuszeichnungChartplatzierungen (Jahr, Titel, , Platzierungen, Wochen, Auszeichnungen, Anmerkungen) | Höchstplatzierung, Gesamtwochen, AuszeichnungChartplatzierungen (Jahr, Titel, , Platzierungen, Wochen, Auszeichnungen, Anmerkungen) | Höchstplatzierung, Gesamtwochen, AuszeichnungChartplatzierungen (Jahr, Titel, , Platzierungen, Wochen, Auszeichnungen, Anmerkungen) | Anmerkungen                            |
| Jahr | Titel                      | DE | AT | CH | UK | US | R&B | Dance | Anmerkungen                            |
| ---- | -------------------------- | --- | --- | --- | --- | --- | --- | --- | -------------------------------------- |
| 1991 | Rush Rush                  | DE12 (24 Wo.)DE | AT23 (2 Wo.)AT | — | UK6 (11 Wo.)UK | US1 Gold · (19 Wo.)US | R&B20 (14 Wo.)R&B | — | Erstveröffentlichung: 2. Mai 1991      |
| 1991 | The Promise of a New Day   | DE86 (5 Wo.)DE | — | — | UK52 (2 Wo.)UK | US1 (16 Wo.)US | — | — | Erstveröffentlichung: 20. Juli 1991    |
| 1991 | Blowing Kisses in the Wind | — | — | — | — | US6 (18 Wo.)US | — | — | Erstveröffentlichung: 17. Oktober 1991 |
| 1992 | Vibeology                  | — | — | CH31 (1 Wo.)CH | UK19 (6 Wo.)UK | US16 (14 Wo.)US | — | Dance17 (8 Wo.)Dance | Erstveröffentlichung: 16. Januar 1992  |
| 1992 | Will You Marry Me?         | DE74 (4 Wo.)DE | — | — | UK73 (1 Wo.)UK | US19 (13 Wo.)US | — | — | Erstveröffentlichung: 19. März 1992    |

## Kommerzieller Erfolg

### Chartplatzierungen
Spellbound avancierte zum Nummer-eins-Album in den US-amerikanischen Billboard 200.
| ChartsChartplatzierungen       | Höchstplatzierung | Wochen |
| ------------------------------ | ----------------- | ------ |
| Deutschland (GfK)              | 24 (15 Wo.)       | 15     |
| Schweiz (IFPI)                 | 25 (6 Wo.)        | 6      |
| Vereinigte Staaten (Billboard) | 1 (70 Wo.)        | 70     |
| Vereinigtes Königreich (OCC)   | 4 (9 Wo.)         | 9      |

| ChartsJahrescharts (1991) | Platzierung |
| ------------------------- | ----------- |
| Deutschland (GfK)         | 87          |

### Auszeichnungen für Musikverkäufe
Das Album verkaufte sich laut Schallplattenauszeichnungen über 3,5 Millionen Mal, davon über drei Millionen Mal in den Vereinigten Staaten, wofür es dreifach Platin erhielt.
| Land/Region                  | Auszeichnungen für Musikverkäufe (Land/Region, Auszeichnung, Verkäufe) | Verkäufe  |
| ---------------------------- | ---------------------------------------------------------------------- | --------- |
| Australien (ARIA)            | Gold                                                                   | 35.000    |
| Japan (RIAJ)                 | Gold                                                                   | 100.000   |
| Kanada (MC)                  | 2× Platin                                                              | 200.000   |
| Schweden (IFPI)              | Platin                                                                 | 100.000   |
| Vereinigte Staaten (RIAA)    | 3× Platin                                                              | 3.000.000 |
| Vereinigtes Königreich (BPI) | Gold                                                                   | 100.000   |
| Insgesamt                    | 3× Gold · 6× Platin ·                                                  | 3.535.000 |